# Джо Дьюрі
Джо Дьюрі (англ. Joanna Mary Durie, нар. 27 липня 1960) — колишня англійська тенісистка. 
Здобула два одиночні та п'ять парних титулів туру WTA.
Найвищу одиночну позицію світового рейтингу — 5 місце досягнула 9 липня 1984, парну — 9 місце — в грудні 1983 року.
Завершила кар'єру в 1995 році.

## Найважливіші фінали

### Турніри Великого шолома

#### Мікст: 2 (2 титули)
| Результат | Рік  | Турнір                                 | Покриття | Партнер       | Опоненти                      | Рахунок         |
| --------- | ---- | -------------------------------------- | -------- | ------------- | ----------------------------- | --------------- |
| Перемога  | 1987 | Вімблдонський турнір                   | Трава    | Джеремі Бейтс | Ніколь Брадтке Даррен Кейгілл | 7–6(12–10), 6–3 |
| Перемога  | 1991 | Відкритий чемпіонат Австралії з тенісу | Тверде   | Jeremy Bates  | Робін Вайт Скотт Девіс        | 2–6, 6–4, 6–4   |

### Чемпіонат WTA

#### Парний розряд: 1 (1 поразка)
| Результат | Рік  | Місце    | Покриття  | Партнер      | Опоненти                        | Рахунок  |
| --------- | ---- | -------- | --------- | ------------ | ------------------------------- | -------- |
| Поразка   | 1984 | New York | Килим (i) | Енн Кійомура | Мартіна Навратілова Пем Шрайвер | 3–6, 1–6 |

## Фінали турнірів WTA

### Одиночний розряд: 6 (2–4)
| Легенда                           |
| --------------------------------- |
| Tour Championships (0–0)          |
| Tier I (0–0)                      |
| Tier II (0–0)                     |
| Tier III (0–1)                    |
| Tier IV (0–0)                     |
| Tier V (0–0)                      |
| Virginia Slims, Avon, other (2–3) |

| Результат | Ранг | Дата              | Турнір               | Покриття   | Опонент               | Рахунок            |
| --------- | ---- | ----------------- | -------------------- | ---------- | --------------------- | ------------------ |
| Поразка   | 1.   | 2 червня 1980     | Beckenham            | Трава      | Андреа Єйгер          | 4–6, 1–6           |
| Поразка   | 2.   | 22 лютого 1982    | Greenville           | Тверде (i) | Клаудія Монтейру      | 4–6, 6–3, 4–6      |
| Перемога  | 1.   | 22 серпня 1983    | Mahwah               | Тверде     | Гана Мандлікова       | 2–6, 7–5, 6–4      |
| Поразка   | 3.   | 17 жовтня 1983    | Brighton             | Килим (i)  | Кріс Еверт            | 1–6, 1–6           |
| Перемога  | 2.   | 21 листопада 1983 | Sydney International | Трава      | Кеті Джордан          | 6–3, 7–5           |
| Поразка   | 4.   | 16 липня 1990     | Newport              | Трава      | Аранча Санчес Вікаріо | 6–7(2–7), 6–4, 5–7 |

### Парний розряд: 18 (5–13)
| Легенда                           |
| --------------------------------- |
| Tour Championships (0–1)          |
| Tier I (0–0)                      |
| Tier II (0–3)                     |
| Tier III (0–1)                    |
| Tier IV (1–0)                     |
| Tier V (0–1)                      |
| Virginia Slims, Avon, other (4–7) |

| Результат | Ранг | Дата            | Турнір                   | Покриття  | Партнер            | Опоненти                          | Рахунок            |
| --------- | ---- | --------------- | ------------------------ | --------- | ------------------ | --------------------------------- | ------------------ |
| Поразка   | 1.   | 2 червня 1979   | Beckenham                | Трава     | Деббі Джеванс      | Елізабет Літтл Керін Пратт        | 1–6, 4–6           |
| Перемога  | 1.   | 7 червня 1982   | Birmingham Classic       | Трава     | Енн Гоббс          | Розмарі Касалс Венді Тернбулл     | 6–3, 6–2           |
| Поразка   | 2.   | 10 січня 1983   | Houston                  | Килим (I) | Барбара Поттер     | Мартіна Навратілова Пем Шрайвер   | 4–6, 3–6           |
| Перемога  | 2.   | 14 березня 1983 | Boston                   | Килим (i) | Енн Кійомура       | Кеті Джордан Енн Сміт             | 6–3, 6–1           |
| Перемога  | 3.   | 16 травня 1983  | German Open              | Ґрунт     | Енн Гоббс          | Клаудія Коде-Кільш Ева Пфафф      | 6–4, 7–6           |
| Поразка   | 3.   | 13 червня 1983  | Eastbourne International | Трава     | Енн Гоббс          | Мартіна Навратілова Пем Шрайвер   | 1–6, 0–6           |
| Перемога  | 4.   | 22 серпня 1983  | Mahwah                   | Тверде    | Шерон Волш         | Розалін Феербенк Кенді Рейнолдс   | 4–6, 7–5, 6–3      |
| Поразка   | 4.   | 17 жовтня 1983  | Brighton                 | Килим (i) | Енн Кійомура       | Chris Evert-Lloyd Пем Шрайвер     | 5–7, 4–6           |
| Поразка   | 5.   | 20 лютого 1984  | Livingston               | Килим (i) | Енн Кійомура       | Мартіна Навратілова Пем Шрайвер   | 4–6, 3–6           |
| Поразка   | 6.   | 27 лютого 1984  | Чемпіонат WTA            | Килим (i) | Енн Кійомура       | Мартіна Навратілова Пем Шрайвер   | 3–6, 1–6           |
| Поразка   | 7.   | 18 червня 1984  | Eastbourne International | Трава     | Енн Кійомура       | Мартіна Навратілова Пем Шрайвер   | 4–6, 2–6           |
| Поразка   | 8.   | 13 серпня 1984  | Mahwah                   | Тверде    | Енн Кійомура       | Мартіна Навратілова Пем Шрайвер   | 6–7(3–7), 6–3, 2–6 |
| Поразка   | 9.   | 13 березня 1989 | Boca Raton               | Тверде    | Мері Джо Фернандес | Яна Новотна Гелена Сукова         | 4–6, 2–6           |
| Перемога  | 5.   | 16 квітня 1990  | Singapore                | Тверде    | Джилл Гетерінгтон  | Паскаль Параді Катрін Сюїр        | 6–4, 6–1           |
| Поразка   | 10.  | 24 вересня 1990 | Sparkassen Cup (теніс)   | Килим (i) | Манон Боллеграф    | Ліз Грегорі Гретхен Магерс        | 2–6, 6–4, 3–6      |
| Поразка   | 11.  | 22 жовтня 1990  | Brighton                 | Килим (i) | Наташа Звєрєва     | Helena Suková Наталі Тозья        | 1–6, 4–6           |
| Поразка   | 12.  | 23 вересня 1991 | St. Petersburg Open 1991 | Килим (i) | Ізабель Демонжо    | Олена Брюховець Наталія Медведєва | 5–7, 3–6           |
| Поразка   | 13.  | 2 лютого 1993   | Open GDF Suez            | Килим (i) | Catherine Suire    | Jana Novotná Андреа Стрнадова     | 6–7(2–7), 2–6      |

## Виступи у турнірах Великого шолома

### Одиночний розряд
| Турнір                                 | 1977 | 1977 | 1978 | 1979 | 1980 | 1981 | 1982 | 1983 | 1984 | 1985 | 1986 | 1987 | 1988 | 1989 | 1990 | 1991 | 1992 | 1993 | 1994 | 1995 |
| -------------------------------------- | ---- | ---- | ---- | ---- | ---- | ---- | ---- | ---- | ---- | ---- | ---- | ---- | ---- | ---- | ---- | ---- | ---- | ---- | ---- | ---- |
| Відкритий чемпіонат Австралії з тенісу |      |      |      |      |      | 3р   | 3р   | ЧФ   | 2р   | 3р   | NH   | 2р   | 2р   | 3р   | 2р   | 2р   | 2р   |      |      |      |
| Відкритий чемпіонат Франції з тенісу   |      |      |      |      | 1р   | 1р   | 2р   | ПФ   | 2р   | 1р   | 1р   | 1р   | 2р   | 1р   |      | 1р   | 3р   |      |      |      |
| Вімблдонський турнір                   | 1р   | 1р   | 1р   | 2р   | 1р   | 2р   | 1р   | 3р   | ЧФ   | 2р   | 3р   | 3р   | 2р   |      | 1р   | 2р   | 1р   | 1р   | 1р   | 2р   |
| Відкритий чемпіонат США з тенісу       |      |      |      |      |      | 2р   | 3р   | ПФ   | 1р   | 1р   | 3р   | 2р   | 1р   | 1р   | 1р   | 2р   | 1р   | 1р   |      |      |
| Рейтинг на кінець року                 | NR   | NR   | 123  | 73   | 53   | 31   | 28   | 6    | 24   | 26   | 24   | 73   | 60   | 118  | 64   | 60   | 60   | 192  | 343  | 292  |

### Парний розряд
| Турнір                                 | 1977 | 1977 | 1978 | 1979 | 1980 | 1981 | 1982 | 1983 | 1984 | 1985 | 1986 | 1987 | 1988 | 1989 | 1990 | 1991 | 1992 | 1993 | 1994 | 1995 |
| -------------------------------------- | ---- | ---- | ---- | ---- | ---- | ---- | ---- | ---- | ---- | ---- | ---- | ---- | ---- | ---- | ---- | ---- | ---- | ---- | ---- | ---- |
| Відкритий чемпіонат Австралії з тенісу |      |      |      |      |      | 2р   | 2р   | ЧФ   | 2р   | ПФ   | NH   | ЧФ   | 1р   | ЧФ   | 1р   | 1р   | 2р   |      |      |      |
| Відкритий чемпіонат Франції з тенісу   |      |      |      |      | 1р   | 3р   | 3р   | ПФ   | 3р   |      | 2р   |      |      | 2р   |      |      |      |      |      |      |
| Вімблдонський турнір                   | 1р   | 1р   |      | 3р   | 1р   | 1р   | 2р   | ПФ   | ПФ   | ЧФ   | 1р   | 1р   | 3р   |      | 2р   | 1р   | 2р   | 2р   | 1р   | 2р   |
| Відкритий чемпіонат США з тенісу       |      |      |      | 2р   |      | 3р   | 2р   | 2р   | 3р   | 2р   | 1р   | ЧФ   | 2р   | 2р   | 1р   | ЧФ   | 2р   | 2р   |      |      |
| Рейтинг на кінець року                 |      |      |      |      |      |      |      |      | 10   | 25   | 42   | 43   | 43   | 36   | 39   | 70   | 84   | 51   | 215  | 186  |

### Мікст
| Турнір                                 | 1977 | 1977 | 1978 | 1979 | 1980 | 1981 | 1982 | 1983 | 1984 | 1985 | 1986 | 1987 | 1988 | 1989 | 1990 | 1991 | 1992 | 1993 | 1994 | 1995 | Career SR |
| -------------------------------------- | ---- | ---- | ---- | ---- | ---- | ---- | ---- | ---- | ---- | ---- | ---- | ---- | ---- | ---- | ---- | ---- | ---- | ---- | ---- | ---- | --------- |
| Відкритий чемпіонат Австралії з тенісу |      |      |      |      |      |      |      |      |      |      | NH   |      |      |      | ПФ   | П    | ЧФ   |      |      |      | 1 / 3     |
| Відкритий чемпіонат Франції з тенісу   |      |      |      |      |      |      |      |      |      |      |      |      |      |      |      |      |      |      |      |      | 0 / 0     |
| Вімблдонський турнір                   | 1р   | 1р   | 1р   |      | 2р   | 3р   | 2р   | 3р   |      | ЧФ   | ЧФ   | П    | 2р   |      | ЧФ   | 3р   | 3р   | ЧФ   | 2р   | 2р   | 1 / 16    |
| Відкритий чемпіонат США з тенісу       |      |      |      |      |      |      |      |      |      |      |      |      |      | 1р   |      | ПФ   | 1р   |      |      |      | 0 / 3     |